# Kniphofia paludosa
Kniphofia paludosa là một loài thực vật có hoa trong họ Thích diệp thụ. Loài này được Engl. miêu tả khoa học đầu tiên năm 1901.